# Svenska mästerskapen i kortbanesimning 1982
Svenska mästerskapen i kortbanesimning 1982 avgjordes i Göteborg 1982. Det var den 30:e upplagan av kortbane-SM.

## Medaljsummering

### Herrar
| Gren            | Guld                          | Guld                          |
| 100 m frisim    | Per Holmertz 48,75            | Stockholmspolisens IF         |
| 200 m frisim    | Per Holmertz 1.48,19          | Stockholmspolisens IF         |
| 400 m frisim    | Thomas Lejdström 3.53,11      | Västerås SS                   |
| 1500 m frisim   | Thomas Lejdström 15.19,62     | Västerås SS                   |
| 100 m fjärilsim | Pär Arvidsson 53,28           | SK Korrugal                   |
| 200 m fjärilsim | Pär Arvidsson 1.57,59         | SK Korrugal                   |
| 100 m ryggsim   | Bengt Baron 58,34             | SK Korrugal                   |
| 200 m ryggsim   | Hans Fredin 2.06,21           | Södertörns SS                 |
| 100 m bröstsim  | Peter Berggren 1.03,00        | Skärets SS                    |
| 200 m bröstsim  | Peter Berggren 2.15,70        | Skärets SS                    |
| 200 m medley    | Per Holmertz 2.03,70          | Stockholmspolisens IF         |
| 400 m medley    | Thomas Lejdström 4.29,72      | Västerås SS                   |
| 4x100 m frisim  | Stockholmspolisens IF 3.21,46 | Stockholmspolisens IF 3.21,46 |
| 4x200 m frisim  | Stockholmspolisens IF 7.27,22 | Stockholmspolisens IF 7.27,22 |
| 4x100 m medley  | Stockholmspolisens IF 3.46,71 | Stockholmspolisens IF 3.46,71 |

### Damer
| Gren            | Guld                          | Guld                          |
| 100 m frisim    | Agneta Eriksson 55,93         | Västerås SS                   |
| 200 m frisim    | Agneta Eriksson 2.01,33       | Västerås SS                   |
| 400 m frisim    | Ann Linder 4.15,36            | SK Najaden                    |
| 1500 m frisim   | Ann Linder 16.33,81           | SK Najaden                    |
| 100 m fjärilsim | Agneta Eriksson 1.01,79       | Västerås SS                   |
| 200 m fjärilsim | Annelie Wennberg 2.15,71      | Spårvägens GoIF               |
| 100 m ryggsim   | Annika Uvehall 1.04,76        | Kristianstads SLS             |
| 200 m ryggsim   | Johanna Holmén 2.17,66        | Västerås SS                   |
| 100 m bröstsim  | Annelie Holmström 1.10,88     | Stockholmspolisens IF         |
| 200 m bröstsim  | Annelie Holmström 2.30,77     | Stockholmspolisens IF         |
| 200 m medley    | Anette Philipsson 2.18,66     | Linköpings ASS                |
| 400 m medley    | Anette Philipsson 4.55,24     | Linköpings ASS                |
| 4x100 m frisim  | Stockholmspolisens IF 3.51,04 | Stockholmspolisens IF 3.51,04 |
| 4x200 m frisim  | Stockholmspolisens IF 8.22,68 | Stockholmspolisens IF 8.22,68 |
| 4x100 m medley  | Stockholmspolisens IF 4.17,34 | Stockholmspolisens IF 4.17,34 |